# Stephan Mögle-Stadel

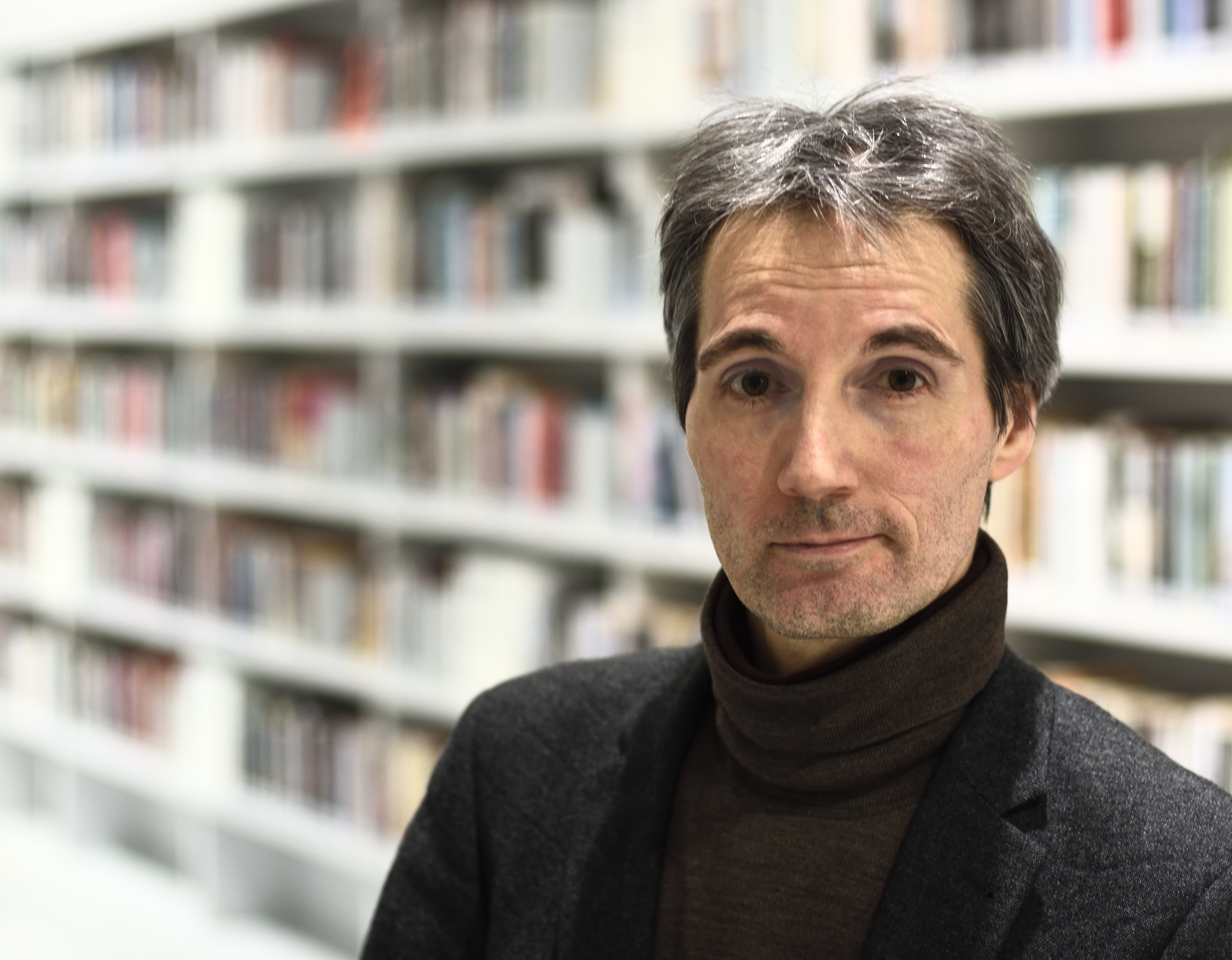
Stephan Mögle-Stadel 2020

Stephan Mögle-Stadel (* 21. Dezember 1965 in Landau in der Pfalz) ist ein deutscher Publizist und Buchautor.

## Leben
Mögle-Stadel wuchs in Rülzheim, Herxheim bei Landau/Pfalz und Germersheim auf. Er besuchte unter anderem das Goethe-Gymnasium Germersheim. Bis etwa 1989 machte er eine Ausbildung bei der BASF zum Energieanlagenelektroniker. Er studierte einige Semester Pädagogik, Psychologie und Geschichte. Mit Datum 9. November 1989 verweigerte er den Wehrdienst mit einer kosmopolitischen, ökologischen und psychoanalytischen Begründung. Nach seiner Anerkennung als Kriegsdienstverweigerer leistete er seinen Zivildienst bei der UNO in New York City ab. Nach Abbruch des Psychologie- und Geschichtsstudiums absolvierte er eine journalistische Ausbildung im Axel-Springer-Konzern und an der Akademie für Publizistik. Danach schrieb er als selbstständiger Journalist für verschiedene Zeitungen. Als Reisejournalist berichtete er u. a. aus Ägypten, Israel, Indien, Japan und den Vereinigten Staaten. Er arbeitete danach im Bereich Menschenrechte und Globalisierungsfragen für Nichtregierungsorganisationen und ist seit 1998 ehrenamtlich Vorstandsmitglied in der World Citizen Foundation New York. Er ist zudem Vorsitzender des Vereines WFM Germany e. V.
Mögle-Stadel hat mehrere Bücher herausgegeben und verfasst. Thematische Schwerpunkte sind Globalisierung, Vereinte Nationen, Global Governance, Futurologie und Psychohistorie. 1999 veröffentlichte er eine Biographie über Dag Hammarskjöld. Mögle-Stadel ist Mitglied der Internationalen Erich-Fromm-Gesellschaft für Sozialpsychologie.
Sein erstes Buch, den esoterischen Nazi-Thriller Die Schwarze Sonne von Tashi Lhunpo, veröffentlichte er 1991 unter dem Pseudonym Russell McCloud, möglicherweise als Schriftführer eines Autorenkollektivs.

## Schriften
- Alias Russell McCloud: Die Schwarze Sonne von Tashi Lhunpo. Arun Verlag, 1991, ISBN 3-927940-04-6.
- Boutros Boutros-Ghali (Hrsg. Stephan Mögle-Stadel): UNorganisierte Welt: die Reform der Vereinten Nationen. Horizonte Verlag, Stuttgart 1993, ISBN 3-89483-004-2.
- Kofi A. Annan (Co-Autor u. Hrsg. Stephan Mögle-Stadel): Unvollendeter Weg: die UNO im 21. Jahrhundert. Verlag Dt. Unitarier, Hamburg 2003, ISBN 3-922483-08-9.
- Menschheit an der Schwelle – Globalisierungskrise und Weltwirtschaftsdiktatur. Urachhaus, Stuttgart 2003, ISBN 3-8251-7398-4.
- Dag Hammarskjöld – Vision einer Menschheitsethik. Urachhaus, Stuttgart 1999, ISBN 3-8251-7268-6.
- Unorganized World – the Chances of Globalization. Universität Münster, Forum Oeconomicum, 1998.
- Die Unteilbarkeit der Erde. Globale Krise, Weltbürgertum und Weltföderation : eine Antwort an den Club of Rome. Bouvier Verlag, Bonn 1996, ISBN 3-416-02565-2.
- Ossip K. Flechtheim (Co-Autor u. Hrsg. Stephan Mögle-Stadel): Ist die Zukunft noch zu retten. Peter Lang, Frankfurt am Main/ Bern 1995, ISBN 3-631-47865-8.
- Dag Hammarskjölds Vermächtnis – Ich und Du, Mensch und Menschheit. Amthor Verlag, Heidenheim 2005, ISBN 3-934104-17-7.
- Heimatland: Erde : Die Odyssee des Weltbürgers Nr. 1. Angelika Lenz Verlag, 2018, ISBN 978-3-943624-44-1. (Co-Autor u. Hrsg. Stephan Mögle-Stadel: Original My Country is the Word. Garry S. Davis / Bern 1961)